# Урбанова, Эли
Эли Урбанова (чеш. Eli Urbanová), урождённая Элишка Врзакова (чеш. Eliška Vrzáková; 8 февраля 1922 — 20 января 2012) — чешский музыкант, эсперантистка, поэтесса, писала на языке эсперанто.

## Биография
Элишка Врзакова родилась в Чаславе. Там же училась в начальной школе, гимназии и институте подготовки учителей. Здесь она также написала свою первую новеллу.
Закончив учёбу, она начала работать в частной музыкальной школе Штепана Урбана, за которого в 1942 году вышла замуж и с которым прожила до 1955 года. В школе преподавала игру на фортепиано, скрипке и виолончели.
В 1940 году появилась первая книга Элишки Врзаковой — томик стихов «Зеркало», написанный на чешском языке и изданный под псевдонимом Эли Урбанова. Её ранние работы одобрила чешская писательница Мария Майерова.
В 1948 году под влиянием актёра Карела Хёгера, который выступал в театральных пьесах на эсперанто, она начала изучать этот язык. Через два года она написала своё первое стихотворение на эсперанто, а в 1960 году вышла книга ее стихов «Только три цвета!» (Nur Tri Kolorojn!). Её стихи, написанные на эсперанто, начали печатать региональные и зарубежные журналы о культуре, некоторые из них были отмечены литературными премиями на Всемирном конгрессе эсперантистов. В 1956 году она стала одной из основательниц Международной ассоциации писателей эсперанто. Эли Урбанова стала академиком в 1986 году.
В 1975—1977 годах она была членом жюри поэтических конкурсов на конгрессах. В 1990 году стала членом Чешского союза писателей. В 1995 году был опубликован её первый и единственный роман «Гетайра танцует» (Hetajro dancas).
Эли Урбанова умерла 20 января 2012 года в Праге.

## Работы
- 1940: Зеркало / Zrcadlo (на чешском языке)
- 1960: Только три цвета! / Nur Tri Kolorojn!
- 1981: Из нижеследующих источников / El Subaj Fontoj
- 1986: Стих и слеза / Verso kaj Larmo
- 1995: Гетайра танцует / Hetajro Dancas (автобиографическая повесть)
- 1995: Вино, мужчины и песня / Vino, Viroj kaj Kanto
- 1996: Тяжёлое вино / Peza Vino (на эсперанто и чешском, перевод Йозеф Румлер)
- 2001: С моей будуара / El Mia Buduaro
- 2003: Быстро шло время / Rapide Pasis la Tempʼ
- 2007: Скорее не слишком, чтобы посмотреть ретро / Prefere Ne Tro Rigardi Retro